# Salantai
Salantai (en samogitien : Salontā) est une ville du nord-ouest de la Lituanie, de l'apskritis de Klaipėda. Sa population est de 2324 habitants (recensement de 2011).

## Histoire
Avant la Seconde Guerre mondiale, une importante communauté juive habitait la ville. En témoigne l'emergence de 3 rabbins célèbres qui viennent de la ville et en porte le nom, Yisrael Lipkin Salanter et son professeur le rabbin Zundel Salant (en) ainsi que Shmuel Salant (en) passa lui aussi la plus grande partie de sa vie à Salantai.
Au cours de l'été 1941, 95 juifs de la ville sont assassinés par des lituaniens en collaboration avec les allemands. Cette exécution de masse se déroule dans le cadre de la Shoah par balles.